# The Mayhem Ball
The Mayhem Ball je osmé koncertní turné americké zpěvačky Lady Gaga, na počest jejího studiového alba Mayhem (2025). Turné začalo 16. července v Las Vegas a skončit by mělo 29. ledna 2026 v Tokiu. V rámci tohoto turné odehraje koncerty v Americe, Evropě, Austrálii a v Asii.

## Vývoj
Dne 26. března 2025 oznámila Lady Gaga na svém instagramovém profilu, že se vydá na Mayhem Ball Tour, a zároveň oznámila 32 koncertů v Americe a Evropě. Turné zároveň navazuje na propagační koncerty pro album Mayhem v Mexiku, Rio de Janeiru a Singapuru.
Dne 1. dubna 2025 byl oznámen byl oznámen třetí koncert pro Las Vegas, 2. dubna 2025 byly přidány další koncerty kvůli vysoké poptávce. Dne 3. dubna 2025 promotér turné oznámil, že všechny koncerty byly do posledního místa vyprodány první den všeobecného prodeje. Společnost Billboard také zmínila, že by se mohlo jednat o největší turné Lady Gaga za posledních 10 let. Dne 8. dubna 2025 oznámil tým Gagy, že se Gaga vydá s turné i do Austrálie. Koncerty v Austrálii se jako jediné koncerty budou konat na stadionech. 15. dubna 2025 byl přidaný druhý koncert v Melbournu. 17. dubna 2025 byl přidán druhý koncert v Sydney. 22. dubna bylo přidáno dalších sedm koncertů pro USA. Konkrétně tři koncerty pro San Francisco a čtyři koncerty pro Los Angeles  9. června byly oznámeny koncerty pro Japonsko.

## Setlist
Tento setlist je z koncertu 16. července 2025 v Las Vegas a nemusí být pro všechny koncerty stejný.
Akt 1: Of Velvet and Vice
1. „Bloody Mary“
2. „Abracadabra“
3. „Judas / Aura“
4. „Scheiße“
5. „Garden Of Eden“
6. „Poker Face“

Akt 2: And She Fell Into a Gothic Dream
1. „Perfect Celebrity“
2. „Disease“
3. „Paparazzi“
4. „Love Game“
5. „Alejandro“
6. „The Beast“

Akt 3: The Beautiful Nightmare That Knows Her Name
1. „Killah“
2. „Zombieboy“
3. „Love Drug“
4. „Applause“
5. „Just Dance“

Akt 4: Every Chessboard Has Two Queens
1. „Shadow of a Man“
2. „Kill for Love“
3. „Summerboy“
4. „Born This Way“
5. „Million Reasons“
6. „Shallow“
7. „Die With a Smile“
8. „Vanish Into You“

Akt 5: Eternal Aria of the Monster Heart
1. „Bad Romance“

Akt 6: Přídavek
1. „How Bad Do U Want Me“

## Speciální píseň
Na konci každého koncertu zazní po "How Bad Do U Want Me" speciální píseň, kdy Gaga zůstává spolu s tanečníky na pódiu a loučí se s návštěvníky koncertu.
- 16. července – Las Vegas: "ARTPOP"[12]
- 18. července – Las Vegas: "Sexxx Dreams"[13]
- 19. července – Las Vegas: "G.U.Y."[14]
- 22. července – San Francisco: Crazy Train (na počest úmrtí Ozzyho Osbourna)[15]
- 24. července – San Francisco: "Donatella"[16]
- 26. července – San Francisco: "Manicure"[17]
- 28.července – Los Angeles: "Swine"[18]
- 29.července – Los Angeles: "Mary Jane Holland"[19]
- 1.srpna – Los Angeles: "Venus"[20]
- 2.srpna – Los Angeles: "Gypsy"[21]
- 6.srpna – Seattle: "Fashion!"[22]
- 7.srpna – Seattle: "Jewels N' Drugs"[23]
- 9.srpna – Seattle: "Dope"[24]

## Seznam koncertů
| Datum              | Město         | Stát               | Místo                | Účast           | Příjem      |
| ------------------ | ------------- | ------------------ | -------------------- | --------------- | ----------- |
| 16. července 2025  | Las Vegas     | USA                | T-Mobile Arena       | 44,530 / 44,530 | $11,094,860 |
| 18. července 2025  | Las Vegas     | USA                | T-Mobile Arena       | 44,530 / 44,530 | $11,094,860 |
| 19. července 2025  | Las Vegas     | USA                | T-Mobile Arena       | 44,530 / 44,530 | $11,094,860 |
| 22. července 2025  | San Francisco | USA                | Chase Center         | 40,657 / 40,657 | $10,424,203 |
| 24. července 2025  | San Francisco | USA                | Chase Center         | 40,657 / 40,657 | $10,424,203 |
| 26. července 2025  | San Francisco | USA                | Chase Center         | 40,657 / 40,657 | $10,424,203 |
| 28. července 2025  | Los Angeles   | USA                | Kia Forum            | 54,809 / 54,809 | $15,388,147 |
| 29. července 2025  | Los Angeles   | USA                | Kia Forum            | 54,809 / 54,809 | $15,388,147 |
| 1. srpna 2025      | Los Angeles   | USA                | Kia Forum            | 54,809 / 54,809 | $15,388,147 |
| 2. srpna 2025      | Los Angeles   | USA                | Kia Forum            | 54,809 / 54,809 | $15,388,147 |
| 6. srpna 2025      | Seattle       | USA                | Climate Pledge Arena | 43,419 / 43,419 | $11,240,782 |
| 7. srpna 2025      | Seattle       | USA                | Climate Pledge Arena | 43,419 / 43,419 | $11,240,782 |
| 9. srpna 2025      | Seattle       | USA                | Climate Pledge Arena | 43,419 / 43,419 | $11,240,782 |
| 22. srpna 2025     | New York      | USA                | MadisonSquareGarden  | –               | –           |
| 23. srpna 2025     | New York      | USA                | MadisonSquareGarden  | –               | –           |
| 26. srpna 2025     | New York      | USA                | MadisonSquareGarden  | –               | –           |
| 27. srpna 2025     | New York      | USA                | MadisonSquareGarden  | –               | –           |
| 31. srpna 2025     | Miami         | USA                | Kaseya Center        | –               | –           |
| 1. září 2025       | Miami         | USA                | Kaseya Center        | –               | –           |
| 3. září 2025       | Miami         | USA                | Kaseya Center        | –               | –           |
| 6. září 2025       | New York      | USA                | Madison Square Garde | –               | –           |
| 7. září 2025       | New York      | USA                | Madison Square Garde | –               | –           |
| 10. září 2025      | Toronto       | Kanada             | Scotiabank Arena     | –               | –           |
| 11. září 2025      | Toronto       | Kanada             | Scotiabank Arena     | –               | –           |
| 13. září 2025      | Toronto       | Kanada             | Scotiabank Arena     | –               | –           |
| 15. září 2025      | Chicago       | USA                | United Center        | –               | –           |
| 17. září 2025      | Chicago       | USA                | United Center        | –               | –           |
| 18. září 2025      | Chicago       | USA                | United Center        | –               | –           |
| 29. září 2025      | Londýn        | Spojené království | The O2 Arena         | –               | –           |
| 30. září 2025      | Londýn        | Spojené království | The O2 Arena         | –               | –           |
| 2. října 2025      | Londýn        | Spojené království | The O2 Arena         | –               | –           |
| 4. října 2025      | Londýn        | Spojené království | The O2 Arena         | –               | –           |
| 7. října 2025      | Manchester    | Spojené království | Co-op Live           | –               | –           |
| 8. října 2025      | Manchester    | Spojené království | Co-op Live           | –               | –           |
| 12. října 2025     | Stockholm     | Švédsko            | Avicii Arena         | –               | –           |
| 13. října 2025     | Stockholm     | Švédsko            | Avicii Arena         | –               | –           |
| 15. října 2025     | Stockholm     | Švédsko            | Avicii Arena         | –               | –           |
| 19. října 2025     | Milán         | Itálie             | Unipol Forum         | –               | –           |
| 20. října 2025     | Milán         | Itálie             | Unipol Forum         | –               | –           |
| 28. října 2025     | Barcelona     | Španělsko          | Palau Sant Jordi     | –               | –           |
| 29. října 2025     | Barcelona     | Španělsko          | Palau Sant Jordi     | –               | –           |
| 31. října 2025     | Barcelona     | Španělsko          | Palau Sant Jordi     | –               | –           |
| 4. listopadu 2025  | Berlín        | Německo            | Uber Arena           | –               | –           |
| 5. listopadu 2025  | Berlín        | Německo            | Uber Arena           | –               | –           |
| 9. listopadu 2025  | Amsterdam     | Nizozemsko         | Ziggo Dome           | –               | –           |
| 11. listopadu 2025 | Antwerpy      | Belgie             | Sportpaleis          | –               | –           |
| 13. listopadu 2025 | Lyon          | Francie            | LDLC Arena           | –               | –           |
| 14. listopadu 2025 | Lyon          | Francie            | LDLC Arena           | –               | –           |
| 17. listopadu 2025 | Paříž         | Francie            | AccorHotels Arena    | –               | –           |
| 18. listopadu 2025 | Paříž         | Francie            | AccorHotels Arena    | –               | –           |
| 20. listopadu 2025 | Paříž         | Francie            | AccorHotels Arena    | –               | –           |
| 22. listopadu 2025 | Paříž         | Francie            | AccorHotels Arena    | –               | –           |
| 5. prosince 2025   | Melbourne     | Austrálie          | Marvel Stadium       | –               | –           |
| 6. prosince 2025   | Melbourne     | Austrálie          | Marvel Stadium       | –               | –           |
| 9. prosince 2025   | Brisbane      | Austrálie          | Suncorp Stadium      | –               | –           |
| 12. prosince 2025  | Sydney        | Austrálie          | Accor Stadium        | –               | –           |
| 13. prosince 2025  | Sydney        | Austrálie          | Accor Stadium        | –               | –           |
| 21. ledna 2026     | Ósaka         | Japonsko           | Osaka Dome           | –               | –           |
| 22. ledna 2026     | Ósaka         | Japonsko           | Osaka Dome           | –               | –           |
| 25. ledna 2026     | Tokio         | Japonsko           | Tokyo Dome           | –               | –           |
| 26. ledna 2026     | Tokio         | Japonsko           | Tokyo Dome           | –               | –           |
| 29. ledna 2026     | Tokio         | Japonsko           | Tokyo Dome           | –               | –           |
| 30. ledna 2026     | Tokio         | Japonsko           | Tokyo Dome           | –               | –           |